# Kołodiażnyj
Kołodiażnyj (ukr. Колодяжний) – przystanek kolejowy pomiędzy miejscowościami Kołodiażne i Miropol, w rejonie żytomierskim, w obwodzie żytomierskim, na Ukrainie. Położony jest na linii Koziatyn – Berdyczów – Szepetówka.